# Wilemanus
Wilemanus é um gênero de traça pertencente à família Arctiidae.